# Margarethe Jacobi
Clara Margarethe Jacobi, auch Margarete Jakobi (* 25. September 1840 in Königsberg i. Pr.; † 9. März 1910 in Cannstatt), war eine deutsche Übersetzerin, Erzieherin und Herausgeberin von Gedichtbänden. Sie erstellte die ersten deutschen Übersetzungen der Sherlock-Holmes-Geschichten von Arthur Conan Doyle.

## Leben
Die Tochter des preußischen Mathematikers Carl Gustav Jacob Jacobi (1804–1851) und der Marie Jacobi, geb. Schwinck (1807–1902) verbrachte ihr erstes Lebensjahr in der Straße „Hinter Tragheim“ im Haus Nummer 6 in Königsberg, in dem ihr Vater eine Wohnung gemietet hatte. Die Familie wechselte in den Folgejahren immer wieder den Wohnsitz und so wuchs Margarethe sowohl in Königsberg, Berlin, als auch in Gotha auf. Die Berliner Zeit war geprägt von der Erkrankung des Bruders Nicolas, dessen Tod den Vater in tiefe Trauer stürzte. Margarethe verband mit ihren Jugendjahren dennoch überwiegend positive Erinnerungen.
Als ihr Vater überraschend verstarb, war Margarethe erst 10 Jahre alt und die Vormundschaft für sie und ihre Geschwister wurde von dem Mathematiker Peter Gustav Lejeune Dirichlet übernommen, mit dem Jacobi befreundet und der auch einer der Paten des jüngsten Jacobisohnes Stephan Lejeune gewesen war. Dirichlet setzte sich in den nächsten Jahren sehr für die Familie ein und sorgte dafür, dass diese finanziell unterstützt wurde, bis die Kinder in der Lage waren, selbst für ihren Unterhalt zu sorgen.
Margarethe widmete sich – wie ihre Schwestern – dem Erziehungsfach. Vermutlich absolvierte sie eine Ausbildung zur Hauslehrerin. In diesem Beruf war sie zuerst in Berlin und Gotha tätig, bevor sie sich ihren Lebensunterhalt als Erzieherin in Schlesien und Sankt Petersburg verdiente, wo auch ihr Onkel Moritz Hermann von Jacobi lebte.
Im Alter von 26 Jahren zog Margarethe 1866 mit ihrer Mutter und ihren beiden Schwestern nach Cannstatt, um ihren kranken Bruder Adrian zu pflegen. Auch nach Adrians Tod blieb die Familie dort und ließ sich schließlich – wiederum nach mehreren Umzügen – in der Uhlandstraße (heute: Wildbader Straße) nieder.
Laut der „Altpreußischen Biographie“ und dem „Lexikon deutscher Frauen der Feder“ war Margarethe von 1890 bis 1898 als Mitleiterin einer Pension für junge Mädchen in Cannstatt tätig.
Spätestens ab 1884 trat sie als Übersetzerin in Erscheinung. Heutzutage ist sie insbesondere Sherlock-Holmes-Fans ein Begriff, denn die ersten deutschen Übersetzungen der Sherlock-Holmes-Erzählungen stammen von ihr. Zwischen 1884 und 1902 veröffentlichte sie zudem als Herausgeberin vier Gedichtbände. Zwei der Bände enthalten jeweils auch ein Gedicht aus ihrer eigenen Feder.
Nach dem Tod ihrer Schwester Gertrud im Jahr 1909 war Margarethe die letzte Überlebende der Familie Jacobi. Als sie 1910 selbst starb, unterzeichnete die Malerin Hedwig von Madeweiß (1854–1942), eine Tochter von Margarethes Vetter Georg Philipp von Madeweiß, den Eintrag im Sterberegister. Die Beisetzung erfolgte am 12. März 1910 in Cannstatt als Feuerbestattung.
Margarethe hatte im Bewusstsein, die letzte der Familie Jacobi zu sein, vorgesorgt und rechtzeitig ihr Testament gemacht. Ihr Haus nebst Garten in Cannstatt, Uhlandstr. 16 vermachte sie dem Württembergischen Lehrerinnenverein mit dem Wunsch, daraus ein Erholungsheim, Versammlungslokal und Pension für Lehrerinnen zu gestalten. Das übrige Erbe sollte dem Verein die Finanzierung des neuen „Jacobi-Heims“ (heute: Anna-Herrigel-Haus) ermöglichen.
Die Grabstelle ist heute nicht mehr vorhanden.

## Familie
Carl Gustav Jacob Jacobi heiratete am 11. September 1831 in Königsberg (Ostpreußen) Marie (auch: Maria) Schwinck (11.11.1807 Königsberg – 15.07.1902 Cannstatt).
- Simon Leonhard (auch: Leonard) Jacobi (1832–1900), Jurist ⚭ Margarete Lucy Smith (* 1837)
- George Nicolas Jacobi (1834–1846)
- Jacob Adrian Jacobi (1837–1865), Ingenieur
- August Anton Carl Jacobi (1838–1866), studierte „Bergfach“ und war als Hüttenverwalter in Ohrdruf tätig[11]. Er starb als Unteroffizier[12] bei der Schlacht von Podol in Böhmen im Deutschen Krieg
- Clara Margarethe Jacobi (1840–1910)
- Charlotte Auguste Susanne Jacobi (1842–1892), arbeitete als Zeichenlehrerin[13] an der Höheren Töchterschule Cannstatt  und gab der späteren Malerin Johanna Koch Privatunterricht[14]
- Marie Elisabeth Gertrud Jacobi (1845–1909), widmete sich ebenfalls wie ihre Schwestern dem Erziehungsfach
- Stephan Lejeune Jacobi (1847–1872), Techniker

Margarethe war nie verheiratet. Derzeit sind keine weiteren direkten Nachkommen bekannt.
Allerdings besaß die Familie Jacobi eine weitverzweigte Verwandtschaft. Elisabeth von Staegemann war Margarethes Großtante mütterlicherseits. Margarethes Tante Auguste Schwinck wurde in ihrer Jugend von Achim von Arnim hofiert und heiratete später Ludwig von Wißmann. Gustav Schwinck (ein Vetter von Mutter Marie) war mit Auguste von Schön verheiratet, die eine Nichte des preußischen Staatsmanns Theodor von Schön war. Eine Tochter von Gustav Schwinck war Pauline Bohn, eine bekannte Frauenrechtlerin.

## Wirken
Seit 1884 war Margarethe als Übersetzerin aus dem Englischen, Amerikanischen, Französischen und Italienischen tätig.
Für ihre Übersetzungen verwendete Margarethe mehrere Pseudonyme und Kürzel, ebenso wie verschiedene Schreibweisen ihres Namens, wie z. B. M. Jacobi, Marg. Jacobi, Margaret(h)e Jakobi oder sogar den Namen ihrer Mutter, Marie Jacobi.
Mark Twains Erzählungen und Skizzen war 1884 ihre erste Übersetzung. Die letzte Übertragung, die noch zu ihren Lebzeiten erschienen ist, war wahrscheinlich der Krimi Im Nebel von R. H. Davis. Vermutlich posthum wurden noch weitere Übersetzungen von ihr veröffentlicht. Darunter Die Primadonna von F. M. Crawford, Die Amethyst-Phiole von A. K. Green und Der Mondstein von W. Collins. Ob sie auch für die erste Übersetzung von Mark Twains Tom Sawyers Abenteuer und Streiche von 1876 verantwortlich ist, ist unklar. Fest steht, dass ihre Bearbeitung des „Tom Sawyer“ 1888 (entweder erstmalig oder erneut) erschienen ist. Im selben Jahr wurde auch Onkel Toms Hütte. Eine Erzählung für die Jugend von Harriet Beecher-Stowe auf Deutsch im Thienemanns Verlag Stuttgart veröffentlicht. Eine Sonderstellung unter ihren Arbeiten nimmt Hans Brinker oder die silbernen Schlittschuhe ein. Die Erzählung für Knaben und Mädchen bis 14 Jahren von Mary Mapes Dodge übersetzte Margarethe 1890 als „Marie Jacobi“ gemeinsam mit ihrer Schwester Gertrud Jacobi.
Margarethe wurden Schriften von bekannten Schriftstellern, meist aus Amerika, anvertraut, deren Werke dem deutschen Publikum zugänglich gemacht werden sollten. Für ihre Stärke als Übersetzerin spricht die Tatsache, dass sie in ihren Übertragungen die Vorlagen oft frei bearbeiten durfte (wie z. B. bei „Onkel Toms Hütte“). Dabei bewies sie sich als eine einfühlsame Nachschöpferin der von ihr übersetzten Werke.
Zahlreiche ihrer Übersetzungen sind auch heute noch im Buchhandel erhältlich.

### Sherlock Holmes
Insbesondere durch die Anfertigung der ersten deutschen Sherlock-Holmes-Übersetzungen ist Margarethe Jacobi auch heute noch ein Begriff.
Der Robert Lutz Verlag Stuttgart erwarb im März 1892 die (exklusiven) Übersetzungsrechte für den deutschsprachigen Raum für „Study in Scarlet“ und „The Sign of Four“ für jeweils 10 Pfund von Arthur Conan Doyle. 1894 erschienen diese beiden Romane unter den Titeln „Späte Rache“ und „Das Zeichen der Vier“ in der Übersetzung von Margarethe Jacobi. Sie sollten der Beginn eines beispiellosen Siegeszugs des Meisterdetektivs Sherlock Holmes in Deutschland sein. Bei letztgenanntem Roman wurde dem eigentlichen Text ein Abschnitt vorangestellt, der im Original so nicht zu finden ist und der vermutlich aus Margarethes eigener Feder stammt. Eine ähnliche Ergänzung in Form eines kurzen Einführungskapitels findet sich ebenfalls in dem Sammelband „Der Bund der Rothaarigen und andere Detektivgeschichten“ in der Ausgabe der Franckh'schen Verlagsbuchhandlung (eine der Nachfolgefirmen des Robert Lutz Verlags). Es ist unklar, ob dieses Kapitel ebenfalls von Margarethe verfasst wurde.
Folgende Sherlock-Holmes-Geschichten wurden zwischen 1892 und 1902 von Margarethe Jacobi (teilweise in Zusammenarbeit mit Louis Ottmann) übersetzt:
- Späte Rache (A Study in Scarlet)
- Das Zeichen der Vier (The Sign of Four)
- Der Bund der Rothaarigen (The Red-Headed League)
- Ein Fall geschickter Täuschung (A Case of Identity)
- Der geheimnisvolle Mord im Thale von Boscombe (The Boscombe Valley Mystery)
- Fünf Apfelsinenkerne (The Five Orange Pips)
- Das getupfte Band (The Adventure of the Speckled Band)
- Die verschwundene Braut (The Adventure of the Noble Bachelor)
- Die Geschichte des Beryll-Kopfschmuckes (The Adventure of the Beryl Coronet)
- Das Landhaus in Hampshire (The Adventure of the Copper Beeches)
- Der Mann mit der Schramme (The Man with the Twisted Lip)
- Eine Skandalgeschichte im Fürstentum O... (A Scandal in Bohemia)
- Silberstrahl (Silver Blaze)
- Eine sonderbare Anstellung (The Stockbroker's Clerk)
- Der Katechismus der Musgrave (The Musgrave Ritual)
- Die Gutsherren von Reigate (The Reigate Squires)
- Der Krüppel (The Crooked Man)
- Der Doktor und sein Patient (The Resident Patient)
- Der Marinevertrag (The Naval Treaty)
- Der Daumen des Ingenieurs (The Engineer's Thumb)
- Die Geschichte des Blauen Karfunkels (The Blue Carbuncle)
- Das letzte Problem (The Final Problem)

Nach 1902 übersetzte Margarethe keine Sherlock-Holmes-Geschichten mehr. Der Hund von Baskerville erschien 1903 in einer Übersetzung von Heinrich Darnoc.

### Weitere Übersetzungen (Auswahl)
- M. Twain, Erzählungen und Skizzen (m. W. Lange)1884
- A. Shaw, Ikaria. Ein Beitrag zur Geschichte des Kommunismus, 1886
- F. R. Stockton, Ruderheim. Häusliche Erlebnisse eines jungen Ehepaares, 1886
- A. K. Green, Das verlassene Gasthaus, 1890
- J. Hawthorne, Der große Bankdiebstahl. Nach Mitteilungen des Chefs der Newyorker Geheimpolizei, 1891
- H. Beecher-Stowe, Briefe und Tagebücher (hg. C. E. Stowe), 1892
- T. Cobb, Eine dunkle That, 1896
- G. du Maurier, Trilby, 1896
- M. Twain, Querkopf Wilson. Wie die Stadt Hadleyburg verderbt wurde, um 1900
- M. McDonnell Bodkin, Fräulein Detektiv (Dora Myrl), 1902
- M. Twains ausgewählte Werke (m. H. Koch, L. Ottmann) 6 Bde., 1911
- A. K. Green, Die Amethyst-Phiole. 1913
- W. Collins, Der Mondstein, 1914.

### Gedichtbände als Herausgeberin
- „Immergrün – Classische Denksprüche in Poesie und Prosa für alle Tage des Jahres“, Verlag Bosheuner’s Buchhandlung 1884 (Mit selbst verfasstem Gedicht)
- „Unsere Festzeiten in Liedern und Gedichten“, Verlag Bosheuner’s Buchhandlung 1886
- „Des Lebens Lauf in Liedern und Gedichten“, Verlag A. Weichert, Berlin 1887 (Mit selbstverfasstem Gedicht „Vom Morgen zum Abend“)
- „Des Lebens Freud in Liedern und Gedichten“, Verlag A. Weichert, Berlin 1902